# Пантелеев, Владислав Владимирович
Владисла́в Влади́мирович Пантеле́ев (род. 15 августа 1996, Алексин, Тульская область) — российский футболист, центральный и атакующий полузащитник.

## Биография

### Начало карьеры
Начинал заниматься футболом в ДЮСШ № 3 «Атлет» города Алексина. В 10 лет перебрался в тульский «Арсенал», а в 11 лет по совету тренеров отправился на просмотр в московские клубы. Тётя Пантелеева проживала в столичном районе Сокольники, поэтому сначала он поехал на просмотр в «Спартак» и после нескольких занятий был зачислен в Академию. С 2013 года начал выступать за молодёжный состав «Спартака», за который дебютировал 15 июля в матче против «Крыльев Советов» (0:1). Всего в 2013—2016 годах сыграл за молодёжку 69 игр и забил 33 мяча. Также в сезоне 2015/16 провёл 4 матча и забил 2 мяча за «Спартак» U-19 в Юношеской лиге УЕФА.

### «Спартак-2» (Москва)
С 2014 года стал периодически привлекаться в «Спартак-2». 15 апреля 2014 года дебютировал в первенстве ПФЛ (зона «Центр») в гостевом матче против рязанской «Звезды» (1:1). 25 мая забил первый гол на взрослом уровне, отличившись в домашней встрече против «Орла» (2:1). За «Спартак-2» провёл 106 матчей и забил 26 голов.

### «Спартак» (Москва)
5 сентября 2014 года участвовал в матче открытия стадиона «Спартака» — «Открытие Арена» — с сербской командой «Црвена звезда».
Летние сборы 2018 года проходил вместе с первой командой «Спартака» и принимал участие в товарищеских играх. 26 сентября 2018 года дебютировал в официальных матчах за «Спартак» в гостевой игре 1/16 финала Кубка России 2018/19 против новороссийского «Черноморца» (1:0). В чемпионате России за основной состав дебютировал 11 ноября 2018 года в матче против «Уфы» (0:2), выйдя на замену на 65-й минуте вместо Дениса Глушакова.

### «Рубин»
27 декабря 2018 года перешёл в казанский «Рубин», подписав с клубом контракт на 3,5 года. Дебютировал 16 марта 2019 года в матче против «Ростова» (0:2), выйдя на замену вместо Владимира Граната на 90-й минуте. 26 июня 2019 года «Рубин» расторг контракт с Пантелеевым по соглашению сторон.

### «Арсенал» (Тула)
27 июня 2019 года перешёл в тульский «Арсенал» на правах свободного агента, контракт был заключён до 1 июля 2021 года. Дебютировал 20 июня 2020 года в домашнем матче против московского «Спартака».

### В медиафутболе
В августе 2024 года присоединился к медиафутбольной команде ФК «10».

## Карьера в сборной
Вызывался в юношеские сборные России до 16 и до 18 лет. В ноябре 2016 года в составе сборной ФНЛ участвовал в товарищеском матче против молодёжной сборной Кипра (1:1).
В марте 2018 года впервые был приглашён в молодёжную сборную России на отборочные матчи чемпионата Европы 2019. Дебютировал 27 марта в игре против сборной Гибралтара (5:0). 7 сентября 2018 года забил первый гол за молодёжку, отличившись прямым ударом со штрафного в товарищеской встрече против сборной Египта (до 21 года) (1:1).

## Достижения
«Спартак-2» (Москва)
- Победитель Первенства ПФЛ: 2014/15 (зона «Запад»)